# 스카가와정
스카가와정(須賀川町)은 후쿠시마현 이와세군에 일찍이 존재했던 정이다. 

## 지리
- 현재의 스카가와시 중부에 해당한다.
- 촌은 아부쿠마강 서쪽 기슭에 위치해 있다.
- 촌 내에는 아부쿠마강의 지류인 쇼카도강이 흐른다.

## 역사
- 1889년 4월 1일 - 정촌제 시행에 의해 스카가와촌과 모리야쿠촌의 일부가 합병해 이와세군 스카가와정이 성립하였다.
- 1954년 3월 31일 - 하마다 촌, 니시부쿠로 촌, 이나다 촌, 이시카와 군 오시오에 촌과 합병해 스카가와시가 성립하여, 동일 스카가와정이 폐지되었다.

## 인구
- 1889년 9,416
- 1920년 14,450
- 1947년 24,625

## 교통

### 철도
- 일본국유철도
  - 도호쿠 본선

### 도로
- 국도 4호선

## 참고문헌
- 角川日本地名大辞典編纂委員会『角川日本地名大辞典 7 福島県』、角川書店、1981年 ISBN 4040010701、314、429、466、467、560、561、591、606、797、798、801、973頁
- 日本加除出版株式会社編集部『全国市町村名変遷総覧』、日本加除出版、2006年、ISBN 4817813180、167頁